# Hasta el fin del mundo
Hasta el fin del mundo é uma telenovela mexicana produzida por Nicandro Díaz González para Televisa e exibida pelo Canal de las Estrellas entre 28 de julho de 2014 a 19 de abril de 2015, substituindo Lo que la vida me robó e sendo substituída por Lo imperdonable. 
É baseada na telenovela argentina Dulce amor produzida pela Telefe em 2012.
A trama é protagonizada por Marjorie de Sousa e David Zepeda (que substituiu Pedro Fernández no 3º mês), co-protagonizada por Claudia Álvarez e Diego Olivera e antagonizada por Mariana Seoane, Julián Gil, Roberto Vander, Ximena Herrera, Roberto Palazuelos e Aleida Núñez e dos primeiros atores María Rojo (por substituição Leticia Perdigón), César Évora, Alejandro Tommasi e Olivia Bucio.
A novela foi marcada por duas substituições de atores, a primeira é do protagonista Salvador, interpretado por Pedro Fernández, que foi substituído por David Zepeda no 3º mês de gravação. A segunda foi da atriz María Rojo que fez a personagem Doña Lupe, que foi substituída por Leticia Perdigón, que tinha acabado de fazer a telenovela La Gata.

## Sinopse
Sofia Ripoll (Marjorie de Sousa), mulher bonita, inteligente e distinguida de caráter frio é a diretora geral das Fábricas Ripoll, namorada de Patricio Iturbide (Julián Gil) e irmã mais velha de Alexa (Claudia Álvarez) e Daniela (Jade Fraser). Por circunstâncias da vida ficou à frente da empresa familiar.
Salvador Cruz (Pedro Fernández/David Zepeda), um homem simples, nobre e simpático; piloto de corridas e mecânico, conhece Sofia quando perde a oportunidade de competir em uma corrida importante. Ambos sentem uma atração imediata dando inicio a uma história onde devem enfrentar os obstáculos que Patricio Iturbide, um homem ambicioso que utiliza Sofia como escada para conseguir seus objetivos. Ele e Silvana Blanco (Mariana Seoane), suposta melhor amiga de Sofia, formarão uma aliança para se interpor entre Sofia e Salvador.
Alexa é uma menina extrovertida, caprichosa e mimada por sua mãe. Volta da Espanha. Armando Romero (Diego Olivera) amigo e compadre de Salvador é quem chega a seu encontro causando uma grande atração em Alexa que por ciúmes sofrerá as agressões de Irma, namorada de Armando e mãe de Nando.
Daniela é a menor das irmãs, uma menina linda que dá luz em sua casa. Em um shopping conhece Lucas Cavazos (Miguel Martínez) que encherá sua vida de amor, ele é espontâneo e simpático. Lucas aceita alguns trabalhos ilícitos com o objetivo de ajudar sua vó financeiramente.
Fausto Rangel (Alejandro Tommasi), mordomo na mansão, é um homem de gostos refinados. Cúmplice e conselheiro das mulheres Ripoll a quem dedica sua vida de corpo e alma vivendo junto com elas as situações mais inusitadas.
Greta (Olivia Bucio) guarda um segredo que mudará a vida de sua filha Sofia e de Francisco (César Évora), o dono de um mercado da colonia Unión e pai de Araceli (Ximena Herrera) que luta insaciavelmente pelo amor de Salvador, situação que gera fortes enfrentamentos entre as duas.
Nossos personagens buscarão o caminho para a felicidade. Sofia e Salvador lutam por seu amor dando início a uma viagem que poderá levá-los Até o fim do mundo.

## PremioTvyNovelas 2016
| Categoria               | Indicados  | Resultados |
| ----------------------- | ---------- | ---------- |
| Melhor Ator Antagonista | Julián Gil | Indicado   |

## Elenco
| Ator                | Personagem                    |
| ------------------- | ----------------------------- |
| Marjorie de Sousa   | Sofía Ripoll Bandy            |
| David Zepeda        | Salvador "Chava" Cruz Sánchez |
| Pedro Fernández     | Salvador "Chava" Cruz Sánchez |
| Claudia Álvarez     | Alexa Ripoll Bandy            |
| Diego Olivera       | Armando Romero                |
| María Rojo          | Guadalupe "Lupe" Sánchez      |
| Leticia Perdigón    | Guadalupe "Lupe" Sánchez      |
| César Évora         | Francisco "Paco" Fernández    |
| Mariana Seoane      | Silvana Blanco                |
| Julián Gil          | Patrício Iturbide             |
| Olivia Bucio        | Greta Bandy de Ripoll         |
| Roberto Vander      | Gerónimo Peralta              |
| Ximena Herrera      | Aracely Fernández             |
| Jade Fraser         | Daniela Ripoll Bandy          |
| Miguel Martínez     | Lucas Cavazos                 |
| Roberto Palazuelos  | Mauro Renzi                   |
| Roberto Ballesteros | Comandante Félix              |
| Aleida Núñez        | Irma Fernández                |
| Alejandro Tommasi   | Fausto Rangel                 |
| Nicolás Chunga      | Fernando "Nando" Romero       |
| Mariana Van Rankin  | Marisol Ramírez               |
| Eddy Vilard         | Oliver Peralta                |
| María Prado         | Miguelina Ávila               |
| Julio Camejo        | Matías Escudero               |
| Sugey Ábrego        | Iraís                         |
| Gaby Platas         | Rosa Valera                   |
| Karla Sofía Gascón  | Alán Duncan                   |
| Jaime Moreno        | Javier Ramírez                |
| Alan Slim           | Christian Blanco              |
| Arleth Terán        | Regina Duarte                 |
| Javier Jattin       | Paolo Elizondo                |
| Ricardo Margallef   | Pedro                         |
| Mariana Morones     | Yovet                         |
| Ivonne Ley          | Ceci                          |
| Emireth Rivera      | Morgana                       |
| José María Negri    | Isidro                        |
| Benjamín Islas      | Médico                        |

## Audiência
Estreou com uma média de 23.9 pontos. Sua menor audiência é 12 pontos, alcançada em 24 de dezembro de 2014, véspera de Natal. Já sua maior audiência é de 27.8 pontos, alcançada em 14 de abril de 2015. Seu último capítulo, com duração de duas horas, teve média de 21.7 pontos. Teve média geral de 23.7 pontos.

## Exibição
Foi reprisada pelo TLNovelas de 4 de maio a 19 de setembro de 2020, substituindo Amor Bravio e sendo substituída por En Nombre del Amor.
| País                 | Emissora               | Título                 |
| -------------------- | ---------------------- | ---------------------- |
| México               | Canal de las Estrellas | Hasta el fin del mundo |
| Estados Unidos       | Univision              | Hasta el fin del mundo |
| Porto Rico           | Univision              | Hasta el fin del mundo |
| República Dominicana | Telemicro              | Hasta el fin del mundo |
| Panamá               | Telemicro              | Hasta el fin del mundo |
| Equador              | Gama TV                | Hasta el fin del mundo |
| Peru                 | América Televisión     | Hasta el fin del mundo |
| Bolívia              | Red UNO                | Hasta el fin del mundo |
| Venezuela            | Televen                | Hasta el fin del mundo |